# آرش (رادار)

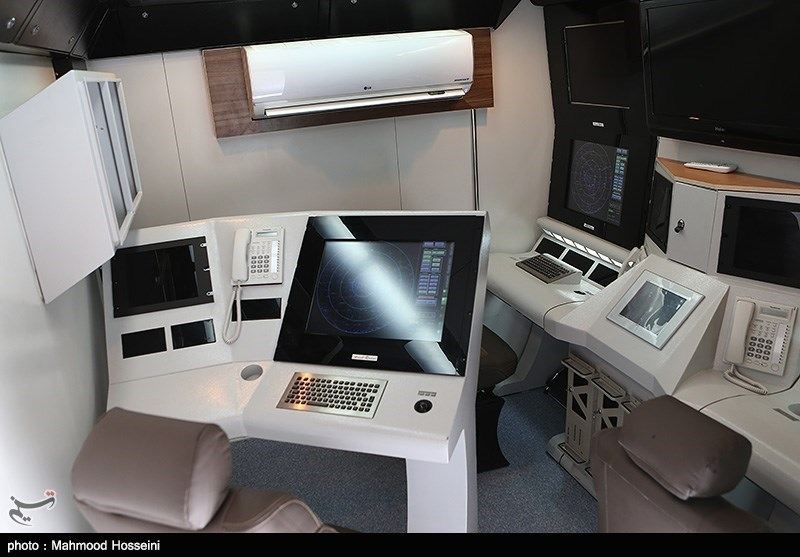
نمایی از رادار آرش، ساخت قرارگاه پدافند هوایی خاتم‌الانبیاء - ۲۰۱۴

آرش یک رادار برد بلند ساخت قرارگاه پدافند هوایی خاتم‌الانبیاء جمهوری اسلامی ایران می باشد.
به گفته امیر سرتیپ فرزاد اسماعیلی، فرمانده قرارگاه پدافند هوایی خاتم‌الانبیاء، رادار آرش مکمل رادار پسیو آرایه فازی می باشد. وی همچنین طی مصاحبه ای گفت: «این رادار که گسترش آن در آینده پیش بینی خواهد شد، راداری با توانمندی بسیار بالا در کشف و شناسایی اهداف و همچنین در بخش جنگ الکترونیک مدنظر فرماندهی کل قوا است.»

## پی نوشت ها
1. ↑  استقرار رادار «آرش» تا پایان هفته/ شلیک موشک شلمچه از مرصاد2/ تجهیز مراکز هسته‌ای به سامانه دیده‌بانی پیشرفته بایگانی‌شده  در ۱۵ دسامبر ۲۰۱۳ توسط Wayback Machine خبرگزاری فارس
2. ↑  «نسخه آرشیو شده». بایگانی‌شده از اصلی در ۱۴ دسامبر ۲۰۱۳. دریافت‌شده در ۱۴ دسامبر ۲۰۱۳.
3. ↑  رادار آرش تا پایان هفته در یکی از سایت‌های کشور مستقر می‌شود ایسنا
4. ↑  رادار قدرتمند بومی آرش رونمایی می شود بایگانی‌شده  در ۱۴ دسامبر ۲۰۱۳ توسط Wayback Machine پایگاه اطلاع‌رسانی ارتش جمهوری اسلامی ایران